# Mooi liedje
"Mooi liedje" is een nummer van het Nederlandse cabaret- en zangduo Acda en De Munnik. Het nummer verscheen niet op single, maar werd uitgebracht als de elfde track op hun debuutalbum Acda en De Munnik uit 1997.

## Achtergrond
"Mooi liedje" is geschreven door Paul de Munnik en geproduceerd door Sander Janssen. De Munnik schreef het nummer naar aanleiding van zijn breuk met een jeugdliefde. Hoewel het nummer niet op zichzelf als single uitkwam, stond het wel op de B-kant van "Als het vuur gedoofd is". Later staat het ook op de B-kant van de singles "Niet of nooit geweest" en "Ol' 55". Hoewel het geen single was, bleek het toch een populair nummer en staat het sinds 2003 ieder jaar in de Radio 2 Top 2000, met plaats 286 in 2005 als hoogste notering.

## NPO Radio 2 Top 2000
| Nummer met noteringen in de NPO Radio 2 Top 2000 | '03 | '04 | '05 | '06 | '07 | '08 | '09 | '10 | '11 | '12 | '13 | '14 | '15 | '16  | '17  | '18  | '19  | '20  | '21  | '22 | '23  | '24  |
| ------------------------------------------------ | --- | --- | --- | --- | --- | --- | --- | --- | --- | --- | --- | --- | --- | ---- | ---- | ---- | ---- | ---- | ---- | --- | ---- | ---- |
| Mooi liedje                                      | 893 | 419 | 286 | 469 | 338 | 437 | 613 | 633 | 727 | 798 | 754 | 804 | 966 | 1079 | 1173 | 1514 | 1526 | 1590 | 1913 | -   | 1880 | 1519 |

1. ↑  Een '-' betekent dat het nummer niet was genoteerd en een vetgedrukt getal geeft de hoogste notering aan.
2. ↑  2003 was het eerste jaar met een notering voor dit nummer.